# Raymond Lothar Slijngaard
Raymond Lothar Slijngaard (født 28. juni 1972 i Amsterdam), også kendt som Ray Slijngaard og Kid Ray, er rapper i eurodance-gruppen 2 Unlimited. Han begyndte at rappe og skrive musik, da han var otte år og vandt en rap-konkurrence. Han fandt sammen med sangeren Anita Doth, som sang i kirkekor. De to var med i 2 Unlimited fra begyndelsen sammen med producerne Jean-Paul De Coster og Phil Wilde. Gruppen var aktiv i perioden 1991-1996 og 1998-1999, og i 2009 genoptog Slijngaard og Doth samarbejdet, først under navnet Ray & Anita - men fra 2012 atter under 2 Unlimited-navnet.

## Diskografi

### Med 2 Unlimited
- Get Ready! (1992)
- No Limits (1993)
- Real Things (1994)

### Solo singler
| År   | Titel                   | Hitlisteplacering |
| År   | Titel                   | NLD 100           |
| ---- | ----------------------- | ----------------- |
| 1997 | "3 X a Day"             | 66                |
| 1997 | "Do You Think I'm Sexy" | —                 |

### Samarbejder
| År   | Titel                                                          | Hitlisteplacering |
| År   | Titel                                                          | NLD 100           |
| ---- | -------------------------------------------------------------- | ----------------- |
| 1998 | "Black Night" (as Ray & Ian Gillan)                            | —                 |
| 1999 | "When It's My Turn" (as VIP Allstars)                          | 34                |
| 1999 | "Mamacita" (as VIP Allstars)                                   | 68                |
| 2010 | "Throw It Up" (as Regi & Ray)                                  | —                 |
| 2013 | "What U Waitin' 4" (as The Dutchables featuring Ray & Lovebug) | —                 |